# Ralph Merrill Caldwell
Ralph Merrill Caldwell (Brookings, Dakota del Sur; 27 de junio de 1903-College Station, Texas; 2 de noviembre de 1976) fue un botánico, micólogo, fitopatólogo estadounidense. En 1927 obtuvo su M.Sc. por la Universidad de Dakota del Sur, y su Ph.D. por la Universidad de Wisconsin en 1929.
Fue profesor de botánica en la Universidad Purdue.

## Obras
- 1965. Harrison winter barley. Research bull. 801. Ed. Purdue Univ. Agricultural Experiment Sta. 7 pp.
- 1963. Decatur Winter Barley. Research bull. 768. Ed. Purdue Univ. Agricultural Experiment Sta. 8 pp.
- 1959. Dual: a hessian fly resistant soft red winter wheat. Research bull. 681. Ed. Purdue Univ. Agricultural Experiment Sta. 20 pp.
- 1957. Dubois Winter Oat. Station bull. 642. Ed. Purdue Univ. Agricultural Experiment Sta. 7 pp.

## Eponimia
- (Amaryllidaceae) Lycoris caldwellii Traub[1]
- (Cyperaceae) Bolboschoenus caldwellii (V.J.Cook) Soják[2]
- (Rubiaceae) Psychotria caldwellii Gillespie[3]